# 思齊·奧韋索·里韋拉
思齊·奧韋索·里韋拉（西班牙語：Sergio Obeso Rivera；1931年10月31日—2019年8月11日）是天主教墨西哥籍司鐸級樞機及哈拉帕總教區總主教。

## 生平
思齊·奧韋索·里韋拉於1931年10月31日在墨西哥東南部韋拉克魯斯州的首府哈拉帕出生，其父親是西班牙阿斯圖里亞斯人。他於13歲時便進入哈拉帕神學院學習，1954年10月31日在羅馬教區晉鐸，並在宗座額我略大學獲得神學博士學位。直到晉牧，他一直在哈拉帕神學院擔任教授。
教宗保祿六世於1971年4月30日將他任命為帕潘特拉教區主教。大約3個月後，他於同年7月29日升為主教。他於1974年1月18日出任哈拉帕總教區助理總主教，領Uppenna領銜總教區總主教銜。奧韋索·里韋拉5年後於1979年3月12日升任成為該總教區正權總主教。他於2007年4月10日榮休，並由伊波利托·雷耶斯·拉里奧斯接任成為哈拉帕總教區正權總主教。
2018年5月20日，教宗方濟各宣佈樞機團將會於同年6月29日增添14位成員，奧韋索·里韋拉是其中一位。他們後來提前一天加入樞機團。他於該日獲冊封為司鐸級樞機，領聖良一世堂區司鐸銜。
他於2019年8月11日在住所逝世，終年87歲。遺體於哈拉帕主教座堂安葬。